# Pignola
Pignola ist eine süditalienische Gemeinde (comune) mit 6811 Einwohnern (Stand 31. Dezember 2023) in der Provinz Potenza in der Basilikata. Die Gemeinde liegt etwa 7 Kilometer südsüdwestlich von Potenza. Nordwestlich von Pignola liegt der Lago Pantano di Pignola. Durch die Gemeinde fließt der Basento.

## Verkehr
Der Bahnhof von Pignola ist mit der Schmalspurbahnstrecke von Potenza nach Laurenzana 1980 stillgelegt worden. Pigonola hat einen kleinen Flugplatz (Aviosuperficie) für die Allgemeine Luftfahrt.